# Ангелов, Стефан (микробиолог)
Стефан Хаджидобрев Ангелов (28 февраля 1878, Котел Болгария — 1 октября 1964, София, Болгария) — болгарский микробиолог, член Болгарской АН (1947-64) и академии с/х наук ГДР.

## Биография
Родился Стефан Ангелов 28 февраля 1878 года в болгарском городе Котеле. Окончил ветеринарный и медицинский институты в Берлине, специализировался по микробиологии в Берлине и Франкфурте-на-Майне. В начале 1920-х годов переезжает в Болгарию и в 1922 году становится первым деканом ветеринарно-медицинского факультета Софийского университета. Эту должность он занимал до 1947 года. В 1947 году Стефан Ангелов занимает кресло первого директора Института микробиологии Болгарской АН. Стефан Ангелов работал в этой должности до 1962 года, после чего ушёл на пенсию по состоянию здоровья. Стефан Ангелов — один из основоположников микробиологии в Болгарии.
Скончался 1 октября 1964 года в Софии.

## Основные научные работы
Основные научные работы посвящены изучению вирусных возбудителей инфекционных болезней, бруцеллёза животных и человека и борьбы с чумой в Болгарии.
- Провёл микробиологическое и эпизоотическое изучение ряда бактерийных и вирусных антропозоонозов и риккетсиозов.

## Награды и премии
- Димитровская премия НРБ (1950)